# Ultimul câmp de luptă
Let That Be Your Last Battlefield este un episod din sezonul al III-lea al serialului original Star Trek. A avut premiera la 10 ianuarie 1969.

## Prezentare
Nava Enterprise preia ultimii doi supraviețuitori de pe o planetă distrusă de război, care sunt încă hotărâți să se anihileze reciproc la bordul navei.